# Atletica leggera ai Giochi della XXIII Olimpiade - 200 metri piani femminili

Video della Finale

I 200 metri piani hanno fatto parte del programma femminile di atletica leggera ai Giochi della XXIII Olimpiade. La competizione si è svolta nei giorni 8-9 agosto 1984 al «Memorial Coliseum» di Los Angeles.

## Assenti a causa del boicottaggio
| Primatista e camp.ssa mondiale                         | 1983           | 21"71       | Marita Koch   |
| Seconda al mondo nel 1984                              | 3 giugno       | 21"74       | Marlies Göhr  |
| Campionessa olimpica uscente e Terza al mondo nel 1984 | 1980 21 luglio | 22"03 21"85 | Bärbel Wöckel |

## La gara
Mancando le "valchirie" della Germania Est, ne approfittano le atlete di casa. I Trials sono stati vinti da Valerie Brisco, sposata Hooks, su Florence Griffith. Le uniche che possono impensierire le americane sono le giamaicane, Merlene Ottey (che ha già vinto il bronzo sui 100 metri) e Grace Jackson.

Il regolamento non prevede ripescaggi nei Quarti. La britannica Whittaker viene esclusa dalle semifinali nonostante un buon 22"98.
In semifinale Florence Griffith batte la Ottey mentre la Brisco tiene a distanza la Jackson.

In finale Valerie Brisco-Hooks si scatena e taglia li traguardo in 21"81, record nazionale e nuovo primato olimpico. Non poteva fare di meglio. Al secondo posto, staccata di oltre due decimi, giunge la Griffith. Sul gradino più basso del podio ancora la Ottey.

## Risultati

### Turni eliminatori
| 6 Batterie         | 8 agosto | 37 partenti   | Si qualificano le prime 5 + i 2 migliori tempi. |
| 4 Quarti di finale | 8 agosto | 7 + 8 + 7 + 8 | Si qualificano le prime 4.                      |
| 2 Semifinali       | 9 agosto | 8 + 8         | Si qualificano le prime 4.                      |
| Finale             | 9 agosto | 8 concorrenti |                                                 |

### Finale
| Pos | Paese       | Atleta               | Tempo |
| --- | ----------- | -------------------- | ----- |
|     | Stati Uniti | Valerie Brisco-Hooks | 21”81 |
|     | Stati Uniti | Florence Griffith    | 22”04 |
|     | Giamaica    | Merlene Ottey        | 22”09 |